# Jarosław Cecherz
Jarosław Cecherz (ur. 12 listopada 1969 w Łodzi) – polski piłkarz, występujący na pozycji napastnika, w zespołach w Polsce, Szwajcarii i Stanach Zjednoczonych. Karierę zawodową skończył w 1999 roku w szwajcarskim Neuchâtel Xamax, ale w 2007 roku dołączył jeszcze do polonijnego, amatorskiego klubu Watra Białka Tatrzańska Chicago. Brat Przemysława Cecherza.